# Edilberto Righi
Edilberto Luis Righi (Serodino, 15 luglio 1936) è un ex calciatore argentino, di ruolo portiere.

## Palmarès

### Club

#### Competizioni nazionali
- Campionato colombiano: 1

Deportivo Cali: 1970
- Primera B Nacional: 1

Banfield: 1962

### Nazionale
- Taça das Nações: 1

1964